# Aeropuerto (Metro de Boston)
Aeropuerto es una estación en la línea Azul del Metro de Boston, administrada por la Autoridad de Transporte de la Bahía de Massachusetts. La estación se encuentra localizada en Porter Street en East Boston, Massachusetts. La estación Aeropuerto fue inaugurada el 5 de enero de 1952.

## Descripción
La estación Aeropuerto cuenta con 2 plataformas laterales y 2 vías.

## Conexiones
Massport ofrece un servicio gratuito de autobuses lanzadera entre la estación del aeropuerto y las terminales de las aerolíneas en los niveles de llegada. El servicio de autobuses funciona siete días a la semana.